# Loggia della Mercanzia

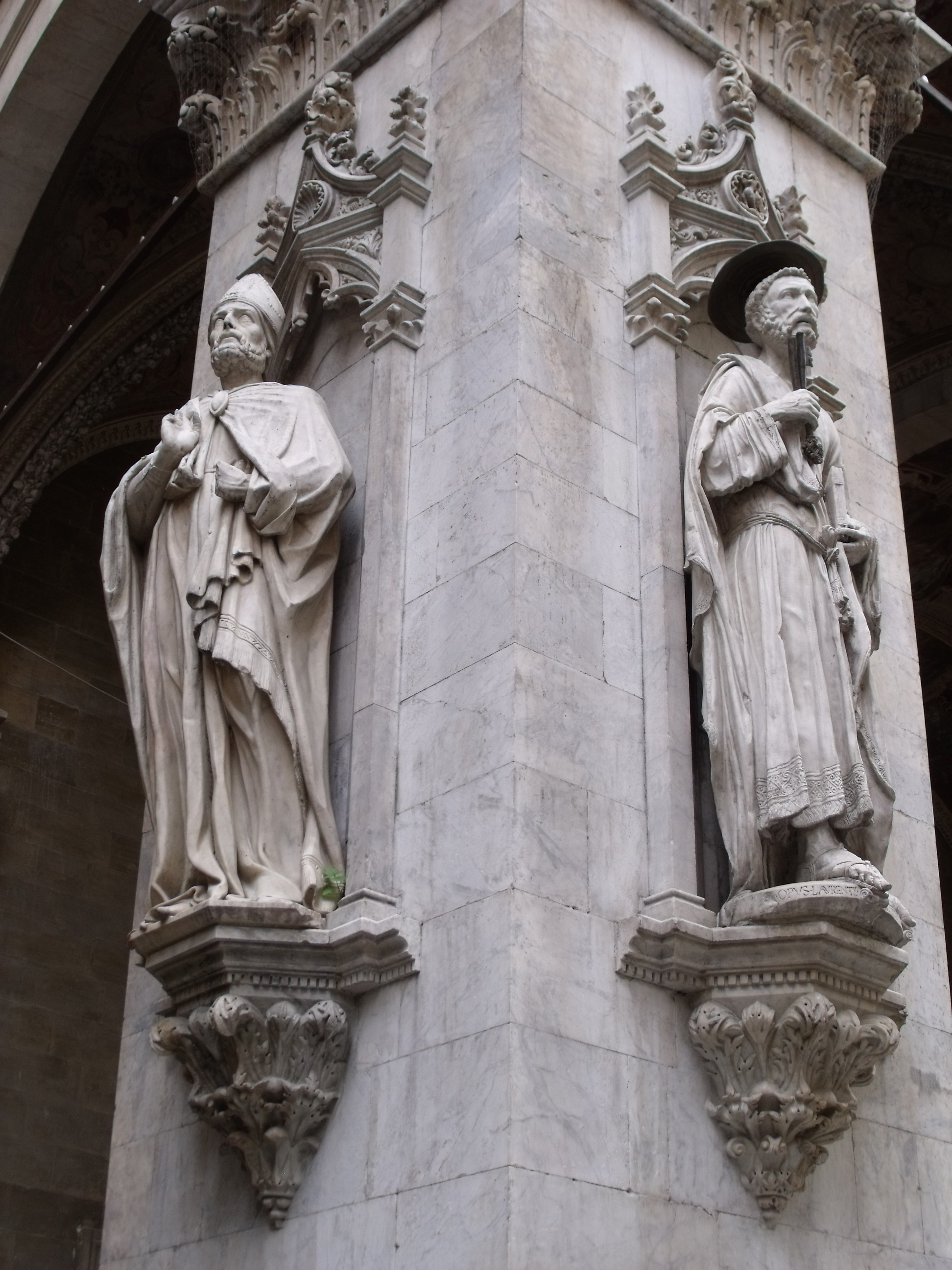
San Savino (a sinistra) e San Pietro (a destra)

La Loggia della Mercanzia (detta anche dei Mercanti o di San Paolo) si trova a Siena, sul retro di Piazza del Campo, nella cosiddetta Croce del Travaglio tra via Banchi di Sopra, via Banchi di Sotto (sulle quali passava la Via Francigena) e via di Città.

## Storia

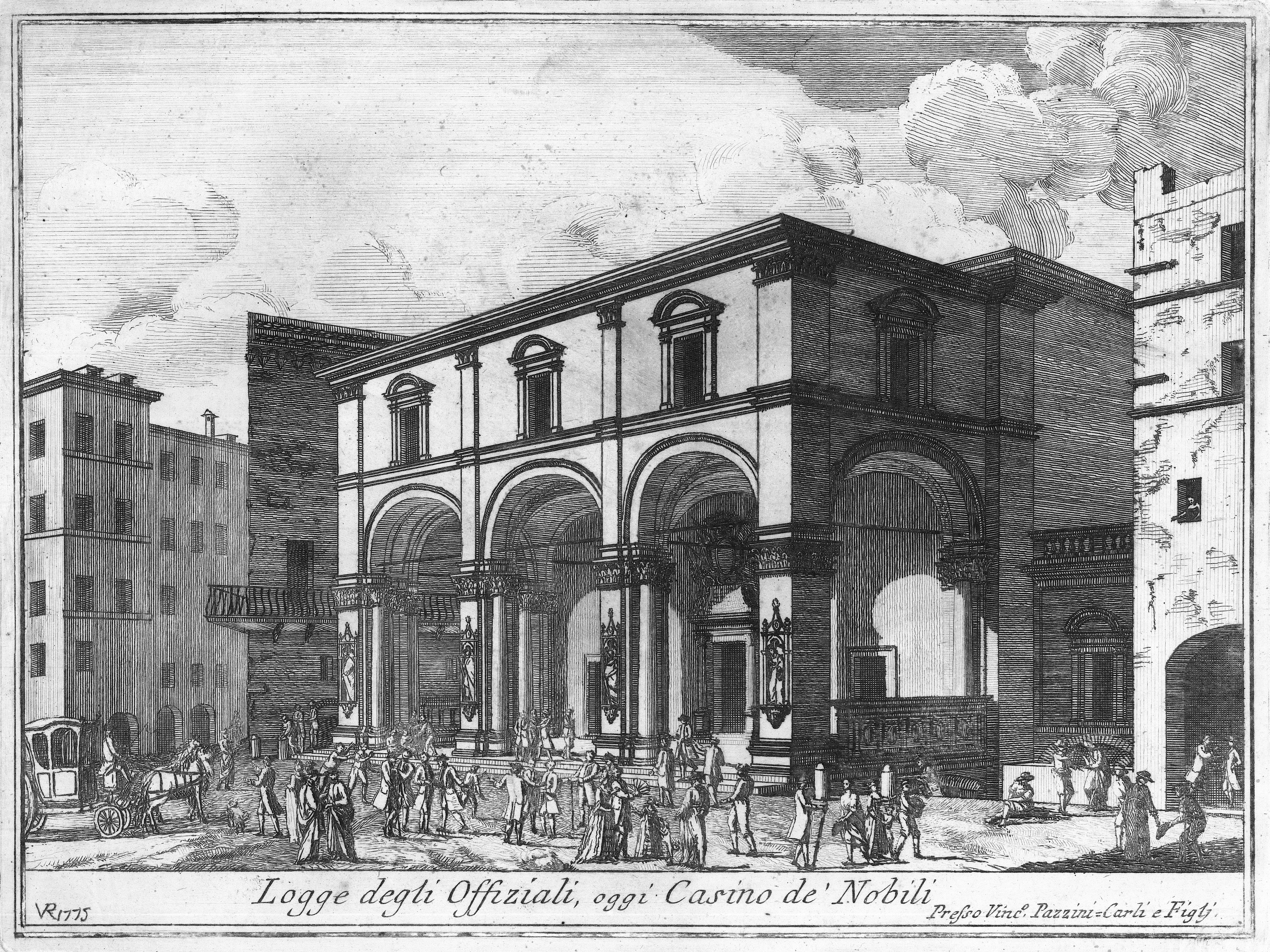
Logge della Mercanzia oggi Casin de' Nobili

La Loggia venne costruita come ampliamento ed abbellimento ed è la sede d'Arte della Mercanzia della Repubblica di Siena.
Progettata da Sano di Matteo, venne costruita tra il 1417 e il 1428 sotto la sua direzione, poi dal 1428 al 1444 sotto Pietro del Minella, in uno stile di transizione tra gotico e rinascimento. Alla seconda metà dello stesso secolo risalgono le 5 statue. Le volte a crociera furono invece costruite e decorate nel XVI secolo, mentre il piano superiore sulla Croce del Travaglio fu aggiunto nel XVII secolo.
Nel 1764 la struttura divenne di proprietà dei Signori Uniti del Casino che ne fecero la sede del Circolo degli Uniti, esistente dal 1657 e tuttora attivo in loco. In quel periodo la loggia fu oggetto di modifiche sostanziali, che però riguardarono essenzialmente la parte posteriore, affacciata su piazza del Campo, che fu dotata di una nuova facciata su disegno di Ferdinando Fuga, dove un tempo si trovava la distrutta chiesa dei Santi Pietro e Paolo.
Nel XIX secolo la loggia fu oggetto di rimaneggiamenti, soprattutto a livello delle decorazioni e affreschi delle volte.

## Descrizione
La loggia è composta da tre arcate su pilastri riccamente decorati, con le facce recanti tabernacoli con statue. Le due statue sui pilastri esterni della loggia raffigurano San Pietro e San Paolo e sono del Vecchietta (1458-1462); le altre tre statue raffigurano tre dei quattro antichi santi protettori della città, San Savino, Sant'Ansano e San Vittore, e sono di Antonio Federighi (1458-1459).
I lati brevi sono chiusi da due banchi marmorei, tra i quali è di particolare interesse quello destro, del Federighi, con figure della storia romana (1459-1464), mentre quello sinistro è opera di Urbano da Cortona (circa 1462).
Nelle volte si trovano stucchi e affreschi decorativi, reintegrati e rimaneggiati nell'Ottocento. La prima a sinistra è opera di Pastorino dei Pastorini (1549-1552), la seconda e la terza di Lorenzo Rustici (1553-1563).
Il salone nel piano superiore presenta un monocromo di Luigi Ademollo, databile al 1793-1794.